# كيري ستوكس
كيري ستوكس (بالإنجليزية: Kerry Matthew Stokes)‏ هو شخصية أعمال أسترالي، ولد في 13 سبتمبر 1940 في ملبورن في أستراليا.

## روابط خارجية
- كيري ستوكس على موقع أوليمبيديا (الإنجليزية)